# Prooedema
Prooedema é um gênero de mariposa pertencente à família Crambidae.